# Киломбу
Киломбо или мокамбо (на португалски: quilombo, mocambo [kiˈlõbu]) е селище създадено в труднодостъпни места от избягалите роби на територията на Бразилия по време на колонизацията на Бразилия.

## История
В продължение на четири века в колониална Бразилия е съществувало напрежение и сблъсъци между култури, раси и класи. Киломбото е представлявало форма на бягство от насилието на робството.
Киломбите се появяват за първи път в горите на Пернамбуко в края на XVI век. През 1630 година няколко киломби в североизточната част на Бразилия създават държава на избягали роби в Бразилия известна като Киломбо Палмарис, която е съществувала до 1694 г.
През 1984 г. излиза филм озаглавен „Киломбу“, който изобразява възхода и падението на Киломбо дос Палмарес.
Животът на общностите киломбо е описан и в романа „Торто арадо“ на Итамар Виейра Жуниор.